# Laranjeiro
Laranjeiro is een plaats (freguesia) in de Portugese gemeente Almada en telt 21 175 inwoners (2001).